# Красна Поляна (Євпаторійський район)
Кра́сна Поля́на (до 1948 року — Кизи́л-Чонра́в, крим. Qızıl Çoñrav) — село Євпаторійського району Автономної Республіки Крим. Розташоване в центрі району. Відстань до райцентру становить 48,5 км і проходить автошляхом Т 0108.

## Історія
Неподалік Кизил-Чонрава знайдено скіфський могильник, біля Кузнецького виявлено рештки пізньоскіфського поселення.
У 2023 році у проєкті Постанови Верховної Ради України «Про перейменування деяких населених пунктів Автономної Республіки Крим» село запропоновано перейменувати на Кизил-Чонрав.